# 隆脉冷水花
隆脉冷水花（学名：Pilea lomatogramma）是荨麻科冷水花属的植物，为中国的特有植物。分布在中国大陆的福建、湖北、云南、四川等地，生长于海拔1,000米至2,000米的地区，常生于林下路边阴处和溪旁石上，目前尚未由人工引种栽培。

## 别名
急尖冷水花（湖北植物志） 鼠舌草（四川峨眉山） 肥猪草（湖北利川）